# STADS
STADS (akronym for studieadministrativt system) er et dansk it-system der anvendes af danske universiteter blandt andet i forbindelse med optagelse af studerende og karaktergivning.
Udviklingen af systemet blev igangsat i 1990'erne efter at staten bevilgede 65 millioner kroner i 1991 til det såkaldte VUE-projekt der udover STADS også omfattede økonomistyringssystemet ØSS.
Budgettet holdt dog ikke. 
I 1998 blev det anslået af den endelige pris var på næsten 358 millioner kroner, og Rigsrevisionen vurderede da at
"Det er Rigsrevisionens opfattelse, at STADS ikke har resulteret i de forbedringer af effektivitet og produktivitet på institutionerne, der var en del af formålet med systemet."
I 2017 begyndte Uddannelses- og Forskningsministeriet et projekt om at skaffe et nyt system efter at Danske Universiteter havde meddelt ministeriet at STADS var forældet og kunne bryde sammen. I 2021 opgav ministeriet projektet og overdragede det til universiteterne med tilsyn fra ministeriet. På grund af en forsinkelse indtil 2023 af et aktstykke som en del af overdragelsen blev projektet ca. 100 mio. kr. dyrere ifølge Rigsrevisionen. Processen med tilsyn forventes at fortsætte til 2027.
7 af de 8 danske universiteter meldte i 2023 at de køber et system fra Fluido til 330. mio. kr. efter en udbudsrunde. Aarhus Universitet stoppede samarbejdet med de andre universiteter om en STADS-erstatning i 2022 og annoncerede i 2024 at deres hovedleverandør ville blive et system fra Oracle Campus Solution implementeret af firmaerne Miracle og CY2.